# میمی لدر
میمی لدر (انگلیسی: Mimi Leder؛ زادهٔ ۲۶ ژانویهٔ ۱۹۵۲) یک کارگردان فیلم، و تهیه‌کننده اهل ایالات متحده آمریکا است. وی از سال ۱۹۷۶ میلادی تاکنون مشغول فعالیت بوده‌است.

## بخشی از فیلمشناسی
- بال غربی (۲۰۰۶)
- بخش فوریت‌های پزشکی (۲۰۰۹–۱۹۹۴)
- هدف انسانی (۲۰۱۰)
- بی‌شرم (۱۲–۲۰۱۱)
- تأثیر عمیق (فیلم) (۱۹۹۸)
- مصلح (فیلم) (۱۹۹۷)